# Közönséges csillaggomba
A közönséges csillaggomba (Geastrum fimbriatum) a csillaggombafélék családjába tartozó, Eurázsiában, Észak- és Dél-Amerikában honos, erdőkben élő, nem ehető gombafaj.

## Megjelenése
A közönséges csillaggomba termőteste eleinte gömb alakú, 2-5 cm átmérőjű, krémszínű és a félig a földben található. Érése során a külső burok (exoperídium) csillag alakban, 7-8 lebenyre felszakad, kiterül, majd a termőtest alá hajlik, és lapos, kerek vánkost alkotva szinte kihúzza a termőtestet a talajból. A lebenyek kezdetben húsosak, és később pergamenszerűen elvékonyodnak; belül okkerbarnásak, kívül fehérek; külső felszínük hártyaszerűen lehúzható.
A belső burok (endoperídium) krémszínű, felül csőrszerű, szőrös nyúlvánnyal, amelyen csíkozás, gyűrű nem látható. A sugarasan álló, finom szálakkal szegélyezett nyíláson keresztül jutnak a szabadba az érett spórák. 
A termőréteg a termőtest belsejében található.
Spórapora barna. Spórája gömb alakú, finoman pontozott, mérete 3-4 µm. 

### Hasonló fajok
A többi csillaggombával lehet összetéveszteni.

## Elterjedése és termőhelye
Eurázsiában, Észak- és Dél-Amerikában honos. Magyarországon a leggyakoribb csillagomba-faj.
Lomberdőkben (inkább bükkösökben) és fenyvesekben él. Júliustól októberig terem.

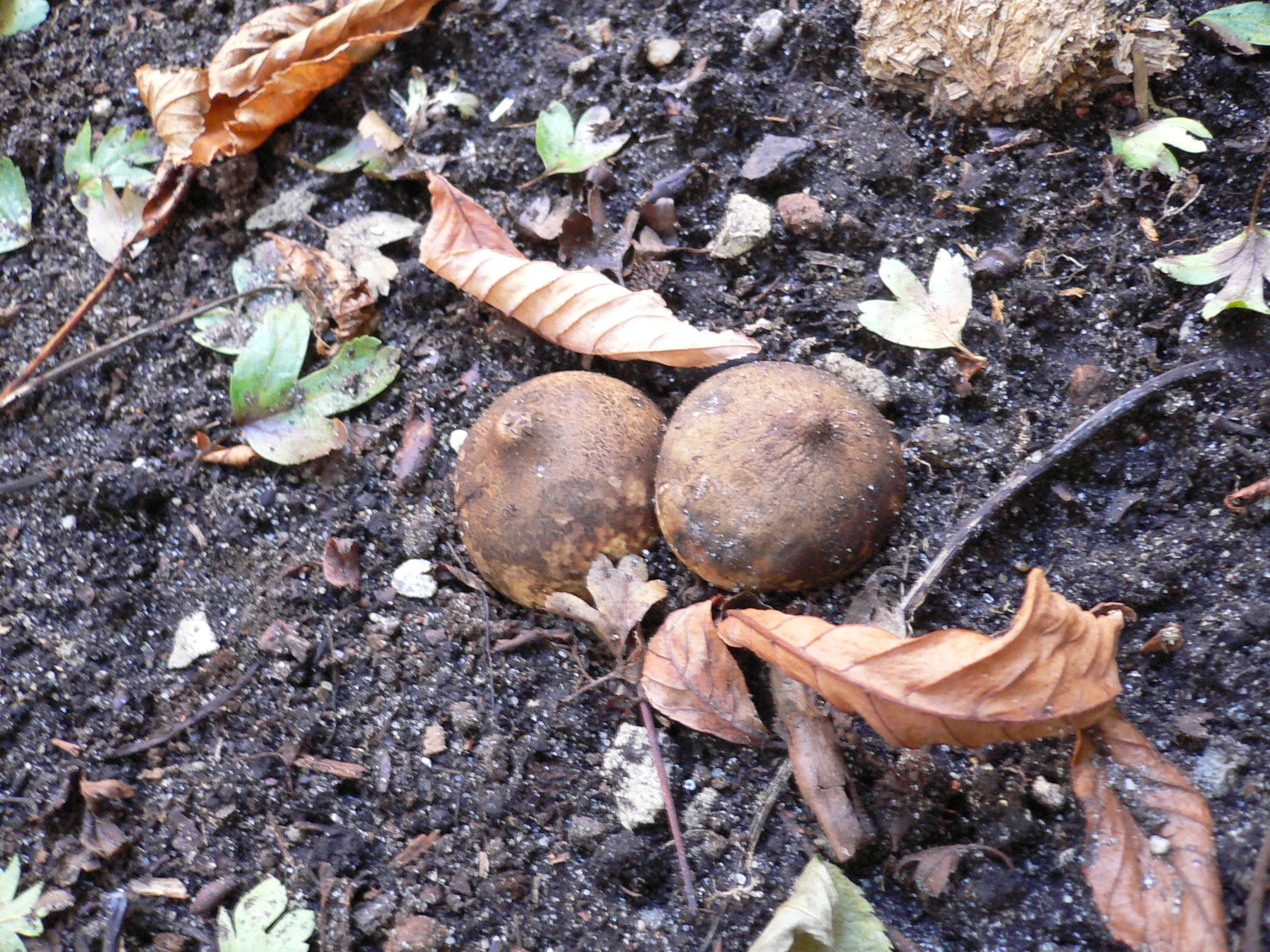
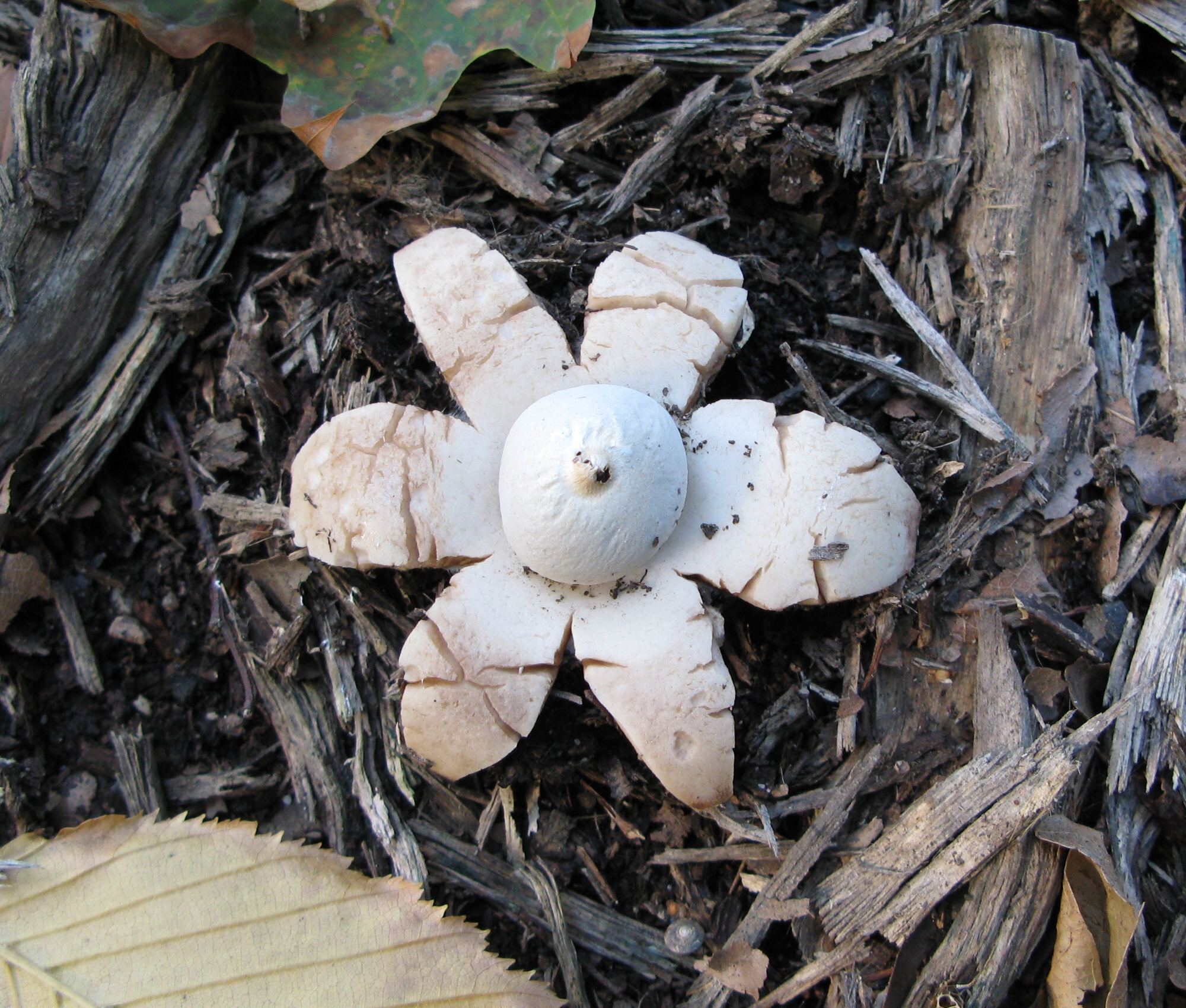
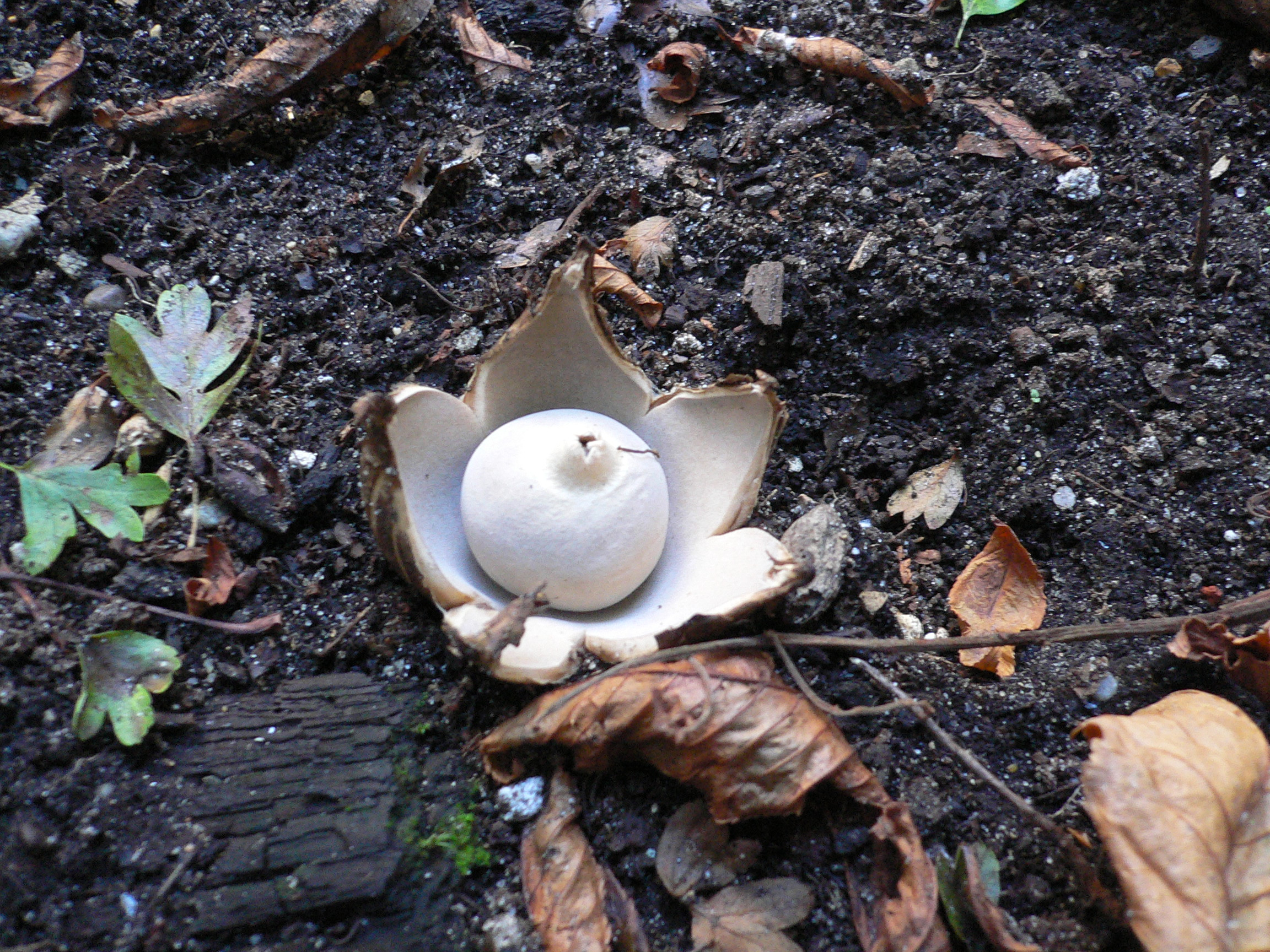
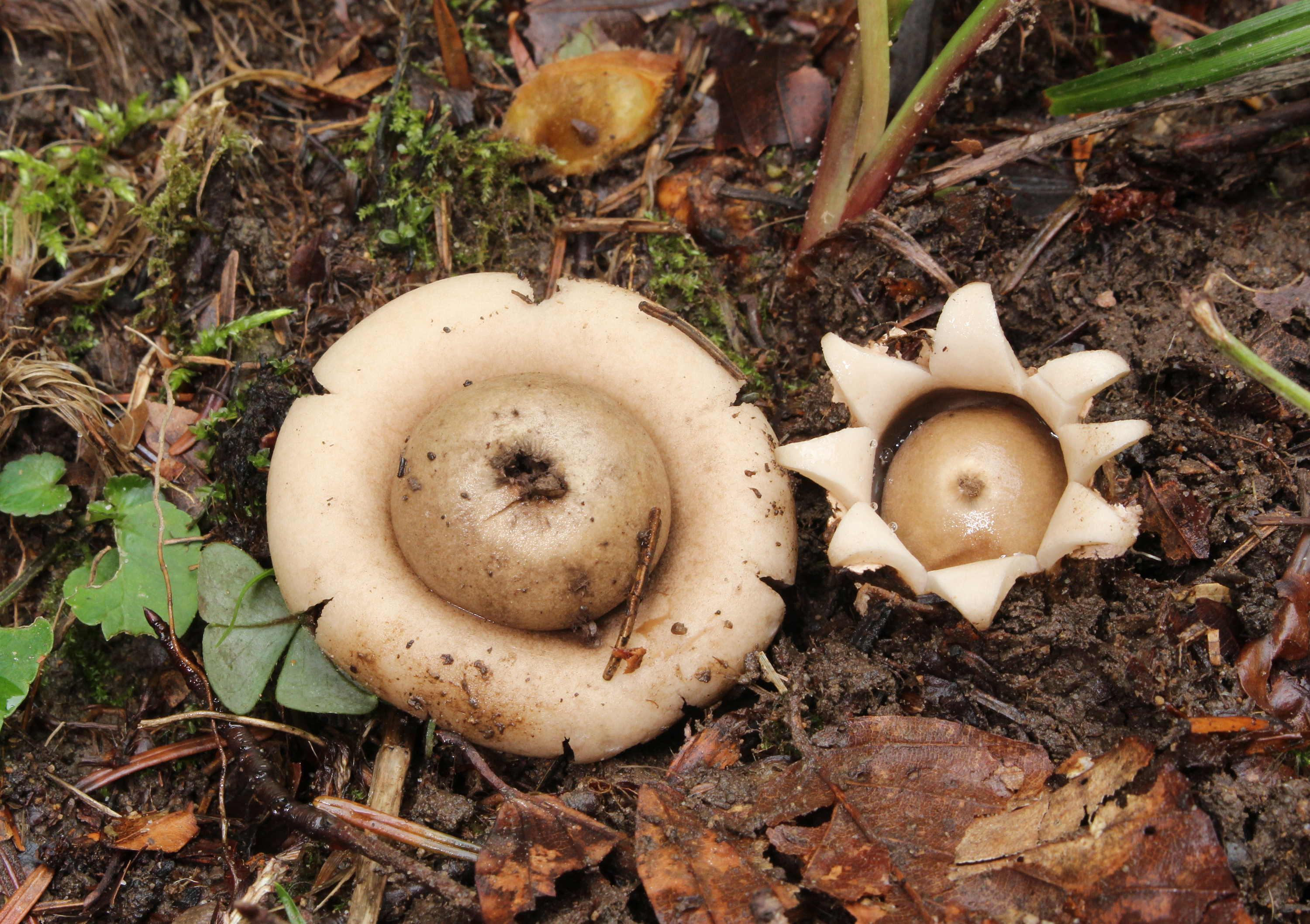
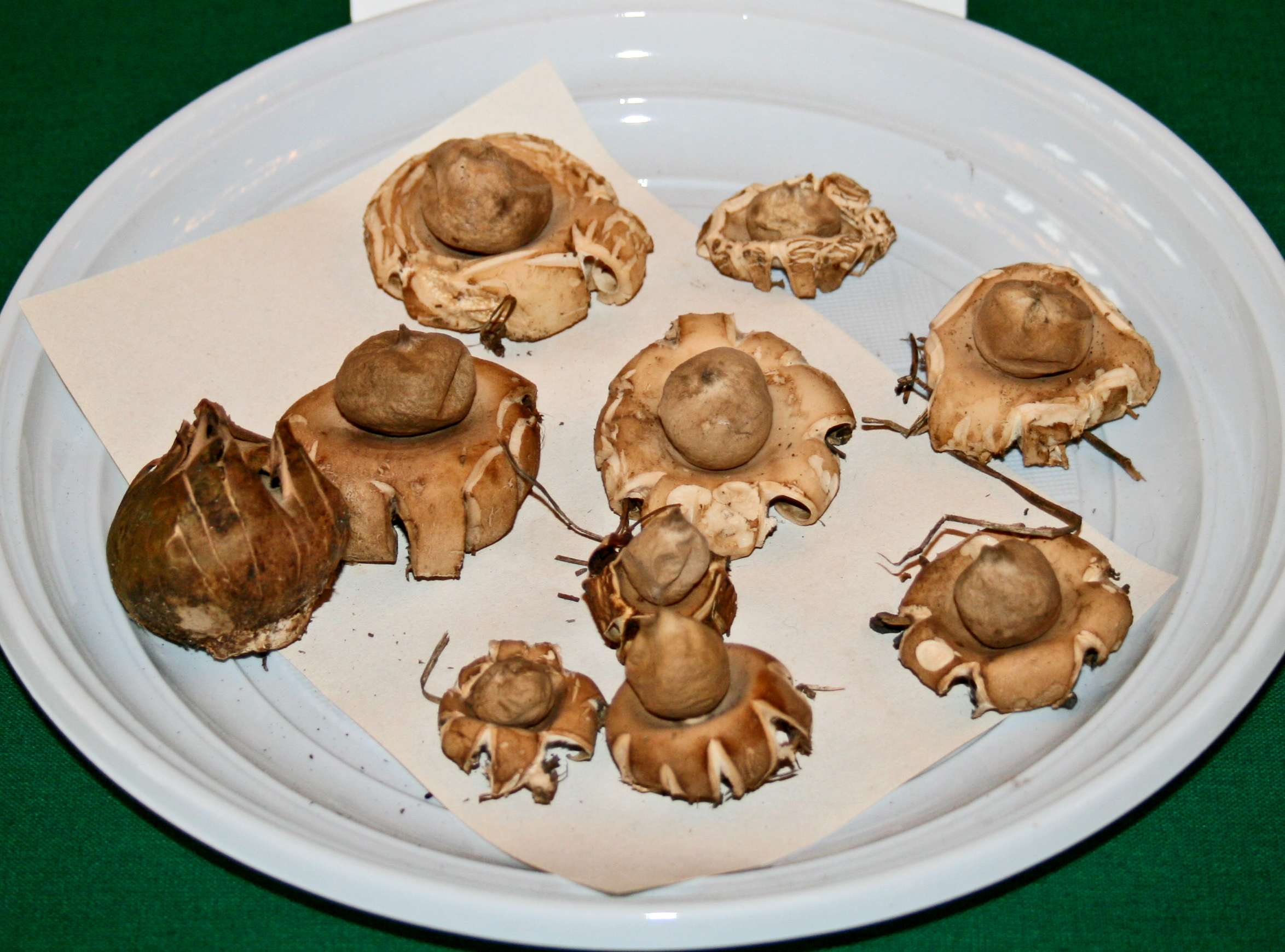

Nem ehető. 